# کستلوود (کلرادو)
کستلوود (به انگلیسی: Castlewood) یک منطقهٔ مسکونی در ایالات متحده آمریکا است که در شهرستان آرپهوو، کلرادو واقع شده‌است. کستلوود ۱۵٫۹ کیلومتر مربع مساحت و ۲۵٬۵۶۷ نفر جمعیت دارد و ۱٬۷۴۶ متر بالاتر از سطح دریا واقع شده‌است.